# Вице-президент Кот-д’Ивуара
Вице-президент Республики Кот-д’Ивуар (фр. Vice-président de la République de Côte d'Ivoire) — вторая по значимости государственная должность в Кот-д’Ивуаре. Вице-президентом Кот-д’Ивуара с 19 апреля 2022 года является Тьемоко Мейлиет Коне.

## История
31 мая 2016 года президент Кот-д’Ивуара Алассан Уаттара инициировал процесс разработки новой конституции, в рамках которого учредил Комитет экспертов, состоящий из специалистов в области права. 24 сентября Уаттара получил от членов Комитета предварительный проект конституции, основанный на конституционном опыте как Кот-д’Ивуара, так стран Европы и Америки. 5 октября Уаттара представил проект конституции на рассмотрение Национального собрания, который был принят 11 октября подавляющим большинством 239 из 249 депутатов. 12 октября 2016 года Каттара президентским указом представил проект на общественное рассмотрение путём конституционного референдума, утверждённого на 30 октября. 1 ноября президент независимой избирательной комиссии Юсуф Бакайоко заявил о том, что конституция принята 93,42% проголосовавшими при явке 42,42%. 4 ноября Конституционный совет Кот-д’Ивуара утвердил итоги голосования. 8 ноября конституция вступила в силу, подтвердив тем самым провозглашение Третьей республики и учреждение поста вице-президента. 10 января 2017 года президент Уаттара назначил на должность первого вице-президента Даниэля Каблана Дункана, ранее занимавшего пост премьер-министра. 16 января он принёс присягу.
8 июля 2020 года, в день смерти премьер-министра Амаду Кулибали, президент Уаттара принял отставку Дункана с поста вице-президента, о которой тот попросил ещё 27 февраля со ссылкой на «личные обстоятельства», иставшиеся неизвестными общественности.

## Полномочия и обязанности
Согласно конституции Кот-д’Ивуара вице-президент как лицо, ответственное за управление государственными средствами, должен раскрывать данные о своих доходах (ст. 41). Вице-президент является представителем исполнительной власти (ст. 53). Вице-президент назначается президентом на пятилетний срок после избрания по мажоритарной системе в два тура абсолютным большинством поданных голосов (ст. 55, 56). Полномочия вице-президента истекают в день инаугурации избранного вице-президента (ст. 59). Если президент не может занимать свой пост в силу смерти, отставки или других непреодолимых причин, его обязанности будет исполнять вице-президент, принёсший присягу перед Конституционным советом (ст. 62). Президент своим указом может делегировать часть своих полномочий вице-президенту (ст. 76). Вице-президент избирается только один раз на пять лет всеобщим прямым голосованием. Кандидат на пост вице-президента должен быть ивуарийцем по национальности, родившимся от ивуарийских отца или матери, должен обладать всеми гражданскими и политическими правами и должен находиться в возрасте по крайней мере 35 лет (ст. 78). К вице-президенту могут быть отнесены положения ст. 60 и 61, заключающиеся в том, что президент должен отчитываться о своём имуществе и состоянии в Счётной палате, что он не может приобретать или арендовать государственное имущество, не иначе как по разрешению Счетной палаты в рамках закона, не может претендовать на государственные контракты, не может занимать парламентский мандат, осуществлять профессиональную и любую иную деятельность (ст. 79). В случае нахождения президента за пределами страны его обязанности исполняет вице-президент (ст. 80). Вице-президент может зачитывать парламенту послание президента о положении нации (ст. 114). Вице-президент может подлежать осуждению Верховного суда за преступления, совершенные им при исполнении своих обязанностей (ст. 156, 157). Вице-президент может быть отрешен от должности тайным голосованием абсолютного большинства голосов депутатов парламента (ст. 161). Вице-президент, занявший в силу непреодолимых обстоятельств пост президента, должен завершить срок прежнего избранного президента (ст. 180).